# Nicolás Maduro
Nicolás Maduro Moros (født 23. november 1962) er en venezuelansk politiker og Venezuelas præsident. Maduro tiltrådte som præsident, da han med 50,7% af stemmerne vandt præsidentvalget i 2013, hvor han afløste afdøde Hugo Chávez.
Venezuelas økonomi er præget af hyperinflation efter et kraftigt fald i prisen på olie, som er statens altovervejende indtægtskilde. Den 23. januar 2019 udråbte Nationalforsamlingens tidligere formand Juan Guaidó sig til midlertidig præsident for Venezuela, og dette blev i februar 2019 anerkendt af ca. 50 stater, primært lande i Europa, Nord- og Latinamerika. Dette bestrides af en række lande anført af Rusland og Kina som anerkender den valgte præsident, Maduro.
Forinden posten som præsident var Maduro udenrigsminister i Venezuela i perioden fra 2006 til 2013. Han fungerede endvidere som vicepræsident i landet i 2012-13.
Forinden sin politiske karriere arbejdere Maduro som buschauffør.